# The Naked and the Dead (film)
The Naked and the Dead is een Amerikaanse oorlogsfilm uit 1958 onder regie van Raoul Walsh. Het scenario is gebaseerd op de gelijknamige roman uit 1948 van de Amerikaanse auteur Norman Mailer.

## Verhaal
Luitenant Hearn dient als adjudant onder generaal Cummings. Hij beschouwt de luitenant als zijn vriend en zoon. Cummings vindt dat verantwoordelijke officieren hun ondergeschikten angst moeten aanjagen om zo de discipline te versterken. Hearn daarentegen gelooft dat soldaten wars van rang en stand respect voor elkaar moeten hebben. Luitenant Hearn wordt commandant van een peloton in de Grote Oceaan. De oorspronkelijke commandant van het peloton was sergeant Croft. Hij moet nu onder de luitenant dienen. Croft staat erom bekend dat hij altijd wil winnen. Er ontstaat dus al gauw een conflict met de idealistische Hearn.

## Rolverdeling
| Acteur           | Personage              |
| ---------------- | ---------------------- |
| Aldo Ray         | Sergeant Sam Croft     |
| Cliff Robertson  | Luitenant Robert Hearn |
| Raymond Massey   | Generaal Cummings      |
| Lili St. Cyr     | Willa Mae              |
| Barbara Nichols  | Mildred Croft          |
| William Campbell | Brown                  |
| Richard Jaeckel  | Gallagher              |
| James Best       | Rhidges                |
| Joey Bishop      | Roth                   |
| Jerry Paris      | Goldstein              |
| Robert Gist      | Red                    |
| L.Q. Jones       | Woody Wilson           |
| Max Showalter    | Kolonel Dalleson       |
| John Beradino    | Kapitein Mantelli      |
| Edward McNally   | Cohn                   |